# Plàtan d'Amèrica
El plàtan d'Amèrica o plàtan de Virgínia (Platanus occidentalis) és una espècie d'amgiosperma de la família Platanaceae nadiua de Nord-amèrica. És un arbre profús, que arriba a 30 i 40 m d'alçària.
A vegades es conrea per a fusta. És susceptible a l'antracnosi (Apiognomonia veneta, sense. Gnomonia platani), un fong introduït naturalment des del Platanus orientalis, que ha desenvolupat considerable resistència a la malaltia. Molt rara vegada el mata, però sí que li fa perdre les fulles apreciablement, i resulta en minves de rendiment de fusta. Per això el plàtan americà es planta poc; s'usa el molt més resistent Platanus x hispanica, l'híbrid P. occidentalis x P. orientalis).
És aliment de la plaga Neochlamisus platani.

## Distribució
Prospera tant en climes secs com en climes humits. Iowa a Ontario i Maine en el nord, Nebraska en l'oest, sud de Texas a Florida. Hi ha espècies emparentades (vegeu Platanus) a Mèxic i els estats del sud-oest dels EUA.